# 日本ポリグル
日本ポリグル株式会社（にほんポリグル）は、ポリグルタミン酸の製造販売を中心に、水質浄化事業を行っている会社。

## テレビによる紹介
- 日経スペシャル ガイアの夜明け テレビ東京系
  - 世界を救うニッポンの技術～企業が果たす社会貢献とは?～（2008年6月3日放送）[1][注 1] - 画期的な水の浄化剤を取材。
  - 世界を救う ニッポンの技術スペシャル（2008年12月30日放送）[2] - 画期的な浄化剤をどう広めるかを取材。
  - 闘う人たち、その後（2009年12月22日放送）[3] - “あの魔法の粉”のその後を取材。
- ワールドビジネスサテライト（2010年2月24日放送）同上
- スーパーモーニング（2010年9月8日放送）テレビ朝日系
- 報道発ドキュメンタリ宣言（2010年9月放送）同上
- 日経スペシャル カンブリア宮殿 10億人に安全な水を! ナニワ中小企業オヤジの挑戦（2015年3月19日放送）テレビ東京系[4]